# Día a día (programa de televisión paraguayo)
Día a Día es un programa matinal que se emite de lunes a viernes de 5:20 a 9:00 por Telefuturo, con la conducción de Oscar Acosta, María Teresa López, Santiago González y Arturo Máximo Rubín.

## Historia
La RPC y el SNT, tenían consolidados sus hábitos televisivos matutinos, Canal 13, siendo pionera de estos espacios, apostaba por TV AL AIRE, con la conducción de Carlos Báez, en 1999. El Año Anterior conducía Oscar Acosta. Por su parte, la entonces SNT Continental, ya tenía costumbre iniciar con 24 Horas Ñane Ñe'ẽme, desde hacía dos años, en nuestro idioma guaraní, con Ramón Silva y Milciades Aguilera. La versión en español conocida como 24 Horas Matinal, daría media hora después, como era costumbre desde 1992.
Después del Marzo Paraguayo, María Teresa López deja Canal 13, al igual que Oscar Acosta. 
En Telefuturo, nacía la inquietud de crear un matinal, que compita con las barras matinales de los dos canales, que dominaban durante 10 años la franja matinal.

"Muy Pronto, ustedes y nosotros, vamos a ser protagonistas del mejor servicio informativo en la mañana de la Televisión Paraguaya, Por Telefuturo: Día a Día."

El 5 de abril de 1999, a las 05:30 horas, nacía el matinal Día a Día, con sus conductores iniciales: Oscar Acosta y María Teresa López.

## 5000 programas
El 2 de octubre de 2018, Día a Día marcó un hito histórico: celebró 5000 programas al aire, con una emisión especial.

## Banda sonora
La banda sonora corresponde al tema de 1987 de Víctor Heredia, "Un Día de Gracia".

## Equipo
Actualmente, el programa es conducido por
- Oscar Acosta  (1999-actualidad)
- María Teresa López (1999-actualidad)
- Santiago González Parra (2018-actualidad)
- Arturo Máximo Rubín (2013-actualidad)